# Брянчка
Брянчка или брянская лодка — историческая разновидность барки, применявшаяся в XIX веке. Обычно они использовались для транспортировки разнообразных товаров (железа, пеньковых канатов и т. п.) сплавным судоходством по реке Десна от Брянска до Херсона.
Длина корпуса судна была 14 — 15 саженей, ширина 4 — 4,5 сажени, грузоподъёмность достигала 130 тонн (8 000 пудов). Верхняя часть корпуса покрывалась толстыми горбылями, управление осуществлялось большим веслом — стерном.